# Nexus (Harari)
Nexus ist ein Sachbuch von Yuval Noah Harari, Professor für Geschichte an der Hebräischen Universität Jerusalem. Das Buch erschien 2024 in den USA in englischer Sprache, die deutsche Ausgabe erschien im September 2024 im Penguin Verlag mit einer Übersetzung von Jürgen Neubauer und Andreas Wirthensohn. Der Untertitel lautet: „Eine kurze Geschichte der Informationsnetzwerke von der Steinzeit bis zur künstlichen Intelligenz“. Das über 500-seitige Buch knüpft an Hararis Erfolgsbuch „Sapiens–Eine kurze Geschichte der Menschheit“ an. Der Autor beschreibt, wie moderne Informationsnetzwerke unsere Welt erweitert haben und sie zu zerstören drohen.

## Titel und Aufbau
Das Wort Nexus kommt aus dem lateinischen und bedeutet „Verbindung, Gefüge, Nabe“, es ist in diesem Fall ein Sinnbild für Informationsnetzwerke. Der Umschlag zeigt die Brieftaube Hector, die im Deutsch-Französischen Krieg von 1870/71 berühmt wurde, weil sie aus dem belagerten Paris Informationen über die deutsche Blockade hinweg zur französischen Außenwelt transportierte.
Das Buch hat einen längeren Prolog sowie einen Epilog. Der eigentliche Inhalt ist in drei Teile gegliedert, die wiederum mehrere, fortlaufend nummerierte Kapitel beinhalten. Der erste Teil „Menschliche Netzwerke“ klärt die wesentlichen Begriffe und Zusammenhänge. Er beinhaltet einen geschichtlichen Abriss zur Informationstechnologie und zeigt deren Bedeutung für die Entwicklung der Menschheit, aber auch deren Gefahren. Der zweite Teil „Das anorganische Netzwerk“ beschäftigt sich mit der Bedeutung von Computern für die Entwicklung von Informationsnetzwerken. Der dritte Teil „Computerpolitik“ gibt einen Ausblick auf die Macht und die Gefahren von Informationsnetzwerken mit künstlicher Intelligenz (KI). Der Anhang mit Quellenhinweisen füllt fast 100 Seiten.

## Zusammenfassung
Bereits im Prolog wird die zentrale These des Autors formuliert: Die Menschheit habe gewaltige Macht erworben, indem sie kooperative Netzwerke aufbaue, die Konstruktionsweise dieser Netze würde jedoch dem unklugen Gebrauch dieser Macht Vorschub leisten. Er diskutiert weiterhin die Beziehungen zwischen den Begriffen Information, Wahrheit und Macht, wobei mehr Information nicht unbedingt zur Wahrheit führt und Wahrheit nicht zwangsläufig der Macht dienlich ist.

### Teil 1 Menschliche Netzwerke
Im Alltagsgebrauch basiert Information auf menschengemachten Symbolen wie Wort und Schrift. Diese Auffassung ist aber zu eng, jedes Objekt kann Information sein – oder auch nicht. Ein Beispiel ist die Astronomie mit dem Stand der Himmelskörper, die zur Berechnung des Standorts dienen kann. So gibt es über die Definition von Information unterschiedliche Meinungen. Information versucht, die Wirklichkeit darzustellen, wobei zur Wirklichkeit eine objektive und eine subjektive Ebene gehören, letztere sind beispielsweise Empfindungen und Überzeugungen. Wenn die Wirklichkeit korrekt dargestellt wird, dann wäre die Information wahr. Keine Darstellung der Wirklichkeit kann jedoch hundertprozentig korrekt sein, dazu ist sie zu umfangreich und zu komplex, aber man kann trotzdem sagen, dass einige Darstellungen wahrhaftiger sind als andere. Die Auffassung, dass Information nur versucht, die Wirklichkeit darzustellen, bewertet Harari als naiv. Information stellt darüber hinaus Verbindungen her. Das lässt sich am Beispiel der Musik veranschaulichen. Ein Musikstück stellt nichts dar, aber es schafft Verbindungen zwischen einer Vielzahl an Menschen zum Beispiel durch gemeinsames Zuhören oder Singen. Die Rolle der Information zur Herstellung von Verbindungen gilt auch in anderen Bereichen, wie zum Beispiel in der Biologie. Die DNA versucht nicht Vorhandenes darzustellen, sondern sie trägt dazu bei, Neues hervorzubringen. Harari sagt, dass man Information als gesellschaftliche Verbindung verstehen muss und man in der Geschichte der Information eine stetige Zunahme der Vernetzung erkennt.
Neben der objektiven und der subjektiven Ebene der Wirklichkeit verweist Harari darauf, dass Erzählungen eine dritte Ebene schaffen. Er nennt diese Ebene eine „intersubjektive“ Wirklichkeit. Sie existiert nicht real, sondern nur in einer Vielzahl von Köpfen. Dazu gehören Gesetze, Religion, Nationen, Unternehmen, Währungen usw. Erzählungen sind Informationen, die erst durch den Austausch etwas darstellen und eine Form der Wirklichkeit schaffen. Die Entwicklung großer menschlicher Netzwerke beruht im Wesentlichen auf der intersubjektiven Wirklichkeit. Um zu überleben und um sich zu entwickeln, verfolgt ein menschliches Informationsnetzwerk zwei Ziele gleichzeitig: die Wahrheit beschreiben und eine Ordnung herstellen bzw. bewahren.
Die mündliche Erzählung war die erste bedeutende Informationstechnologie der Menschheit. Sie wurde später erweitert um das Dokument, das es ermöglichte, Erzählungen dauerhaft festzuhalten. Die Methode, um dokumentierte Informationen strukturiert aufzubewahren, heißt Bürokratie. Weil Bürokraten das Bedürfnis haben, die Wirklichkeit in starre Schubladen zu pressen, verfolgen sie oft eingeschränkte Ziele, ohne sich über die Folgen ihres Tuns Gedanken zu machen. Dies kann die Ordnung verbessern, aber zulasten der Wahrheit gehen. Effiziente Informationsnetzwerke streben daher nach einem Gleichgewicht aus Wahrheit und Ordnung.
Die Fehlbarkeit des Menschen und die Notwendigkeit, menschliche Irrtümer zu korrigieren, spielen in jeder Mythologie und jeder Bürokratie eine wichtige Rolle. Zur Korrektur benötigt man Mechanismen, die allerdings nur greifen, wenn sie legitimiert sind. In der religiösen Mythologie steht der Kontakt zu einer übermenschlichen und unfehlbaren Intelligenz im Mittelpunkt, die über jeden Irrtum erhaben sei. Eine Selbstkorrektur ist in dem Fall nicht möglich, es besteht nur ein Spielraum zur Interpretation seitens der weltlichen Repräsentanten. Mechanismen der Selbstkorrektur entstanden zu Beginn der Neuzeit im Bereich der Wissenschaften. Wissenschaftliche Institutionen belohnen Skepsis und Innovation, nicht jedoch Konformismus. Die Selbstkorrektur ist ein Kernelement wissenschaftlichen Arbeitens und Fortschritts. Wissenschaftliche Institutionen können sich wirkungsvolle Selbstkorrekturmechanismen leisten, weil andere Institutionen für Ordnung sorgen.
Zum Ende des ersten Teils geht Harari der Frage nach, inwieweit Information in einer Demokratie anders fließt als in einer totalitären Diktatur. Totalitäre Netzwerke sind in der Regel hochgradig zentralisiert und halten sich für unfehlbar. Die Demokratie andererseits ist ein Gespräch zwischen verschiedenen Informationsknoten. Sie ist ein verteiltes Informationsnetzwerk mit ausgeprägten Selbstkorrekturmechanismen. Die heutige Informationstechnologie ermöglicht sowohl Massendemokratie als auch Massentotalitarismus. Der Unterschied ist jedoch, dass die Demokratie den Informationsfluss über zahlreiche unabhängige Kanäle fördert und nicht über das Zentrum. Letzteres begünstigt zwar die Ordnung, verfügt aber über meist schwache Selbstkorrekturmechanismen zum Schutz der Wahrheit.

### Teil 2 Das anorganische Netzwerk
Die Auswirkungen des Computers bewertet Harari als „Informationsrevolution“. Internet, Algorithmen und künstliche Intelligenz (KI) sind Folgen dieser Erfindung. Er bezeichnet Computer als intelligente Maschinen, die Entscheidungen treffen und eigene Ideen entwickeln können. Ein Beispiel für die Macht von Computern sind die Facebook-Algorithmen, die beim Völkermord an den Rohingyas die Gewalt geschürt haben. Anders als davor bekannte Informationsmedien können Computer vollwertige Mitglieder eines Informationsnetzwerks sein, sie können sich in unbegrenzter Zahl vernetzen und können intersubjektive Wirklichkeiten schaffen. Harari zeichnet das Bild einer irritierenden neuen Welt, in der nichtmenschliche Wesen Macht erlangen und uns überwachen, lenken, inspirieren oder sanktionieren können. Um die Kontrolle über unsere Zukunft zu behalten, müssen wir das politische Potential von Computern verstehen.
Computer können uns zeitlich unbeschränkt überwachen, sie können Unmengen an Daten sammeln und analysieren. Digitale Bürokratien können sich positiv auswirken, wie z. B. in den Bereichen Gesundheit oder Sicherheit, sie können uns aber auch schaden und ein Überwachungsnetzwerk erzeugen. Als Beispiel verweist Harari auf das Sozialkredit-System in China.
Wenn Algorithmen darauf programmiert sind, „Likes“ zu maximieren, dann kann es passieren, dass hetzerische Inhalte unabhängig von ihrem Wahrheitsgehalt gefördert werden. Deshalb sind Mechanismen zur Selbstkorrektur zwingend erforderlich und es ist notwendig, die Algorithmen auf die richtigen Ziele auszurichten. Bei der Frage, was richtig wäre, verweist Harari auf die philosophische Ethik der Deontologie und des Utilitarismus. Harari behauptet, wenn viele Computer miteinander kommunizieren, dann können sie Intercomputer-Wirklichkeiten erzeugen, die den intersubjektiven Wirklichkeiten menschlicher Netzwerke entsprechen. Diese computerübergreifenden Wirklichkeiten können schließlich so mächtig – und so gefährlich – werden wie die von Menschen geschaffenen intersubjektiven Mythen. Die Lösung der sich daraus ergebenden Probleme betrachtet er als eine politische Herausforderung.

### Teil 3 Computerpolitik
Das computergestützte Netzwerk der KI ist eine neue, mächtige Art der Bürokratie. Harari befürchtet, dass dieses Netzwerk auch Intercomputer–Mythologien hervorbringen kann, die weitaus komplexer und fremdartiger sein werden als jeder von Menschen geschaffene Gott. Computernetzwerke und KI stellen eine Bedrohung für die Demokratie dar. Um dies zu vermeiden, bedarf es einiger Grundprinzipien für computergestützte Überwachungssysteme:
- Fürsorge: private Informationen sollten zur Unterstützung des Bürgers und nicht zu seiner Manipulation verwendet werden.
- Dezentralisierung: Datenbanken sollten dezentral aufgebaut sein und mit Selbstkorrekturmechanismen versehen sein.
- Gegenseitigkeit: Transparenz und Rechenschaftspflicht muss wechselseitig bestehen.
- Raum für Veränderungen und Ruhe: keine Übertreibungen in jedwede Richtung.

Für die Stabilität einer Demokratie sind angesichts der zunehmenden Bedeutung der künstlichen Intelligenz weitere Aspekte von Bedeutung. So ist es wichtig, dass KI-basierte Entscheidungen erklärbar sind. Zusammenfassend fordert Harari, dass Demokratien Maßnahmen ergreifen sollen, um KI zu reglementieren.
KI kann auch den Totalitarismus begünstigen. Denn während die Informationsüberflutung die Menschen tendenziell überfordert, wird eine KI um so effizienter, je mehr Daten sie zur Verfügung hat. Auch sind totale Überwachungssysteme möglich. Allerdings droht auch einem Überwachungsstaat Gefahr durch KI. Die Macht konzentriert sich dort, wo die Informationskanäle zusammenlaufen, dieses Zentrum kann bei anderen Personen oder bei Computernetzwerken liegen. Wenn die Diktatoren nicht aufpassen, wird die KI die Macht an sich reißen.
Der Aufstieg des neuen Computernetzwerks könnte die internationale Politik verändern. Es ist vorstellbar, dass alle Informationen in einem zentralen Knotenpunkt zusammenlaufen, der Ausgangspunkt eines mächtigen Imperiums werden könnte. Es ist auch vorstellbar, dass sich die Menschheit entlang eines neuen „Silicon Curtain“ spaltet: Jedes Regime schafft sich sein eigenes abgeschottetes Netzwerk. Die Beherrschung von KI und Daten könnte den Imperien die Kontrolle über die Aufmerksamkeit der Menschen innerhalb des Netzwerks verschaffen. Zur Abgrenzung gegenüber einem anderen Regime verwendet jede Sphäre unterschiedliche Hard- und Software. Diese Entwicklung kann man heute zwischen China und den Vereinigten Staaten sowie weiteren Staaten erkennen.

## Rezension
Die Rezensionen sind überwiegend kritisch:
- Tobias Stosiek, SWR: »Höchste Zeit, dass es eine politische Debatte darüber gibt, wie wir diese T-Rexes in Spe (gemeint sind AI) zähmen wollen. Diese Forderung ist natürlich nur recht und billig. Zu einem guten Buch macht sie „Nexus“ allerdings nicht. Aus der Flughöhe des Universalhistorikers ist eben nur noch das Allergröbste erkennbar. Und das lässt sich auf so einfache und triviale Formeln bringen, dass völlig unklar ist, wieso man dazu noch eine derart lange Geschichte erzählen muss. Weit ausgeholt, kurz gesprungen.«[12]
- Andrian Kreye, SZ: »Seine Heranführung auf über 500 Seiten hat ein paar Lücken und Löcher, die im Sperrfeuer der Fakten und Bezüge untergehen. Trotzdem bleibt hier am Ende des Buches eine Höllenmaschine übrig, von der niemand weiß, was für Wirkungen sie noch entwickeln kann. Wie sich die Menschheit retten kann, außer mit dem wachen Blick auf die KI, bleibt im Nebel der Debatte verborgen.«[13]
- Hans-Jürgen Jakobs, Handelsblatt: »Wer die 550 Seiten des neuen Harari-Epos liest, merkt schnell, dass der Autor seine bisherigen Thesen teils noch einmal erklärt, teils weiterführt, teils extrem überhöht. Man folgt schnellen Gedankensprüngen, wagemutigen Assoziationen und immer wieder inspirierenden historischen Vergleichen des Mannes, der in seiner akademischen Laufbahn zunächst übers Militär im Mittelalter geforscht hatte.«[14]
- Jürgen Klappstein, literaturkritik.de: »Wer Freude an Gedankensprüngen und wagemutigen Assoziationen in den drei Abschnitten „Menschliche Netzwerke“, „Das anorganische Netzwerk“ und „Computerpolitik“ hat, mag zu diesem Buch greifen, das natürlich auch zum Selbstdenken auffordert. Vielleicht auch über zugespitzte Thesen wie die Folgende: „Tiere, Staaten und Märkte sind nichts anderes als Informationsnetzwerke, die Daten aufnehmen, entscheiden und Daten zurückgeben.“«[15]